# افرای واشینگتن
افرای واشینگتن (نام علمی: Acer washingtonense) نام یک گونه از سرده افرا است.